# Alphabet mandchou
 (février 2015).
Si vous disposez d'ouvrages ou d'articles de référence ou si vous connaissez des sites web de qualité traitant du thème abordé ici, merci de compléter l'article en donnant les références utiles à sa vérifiabilité et en les liant à la section « Notes et références ».

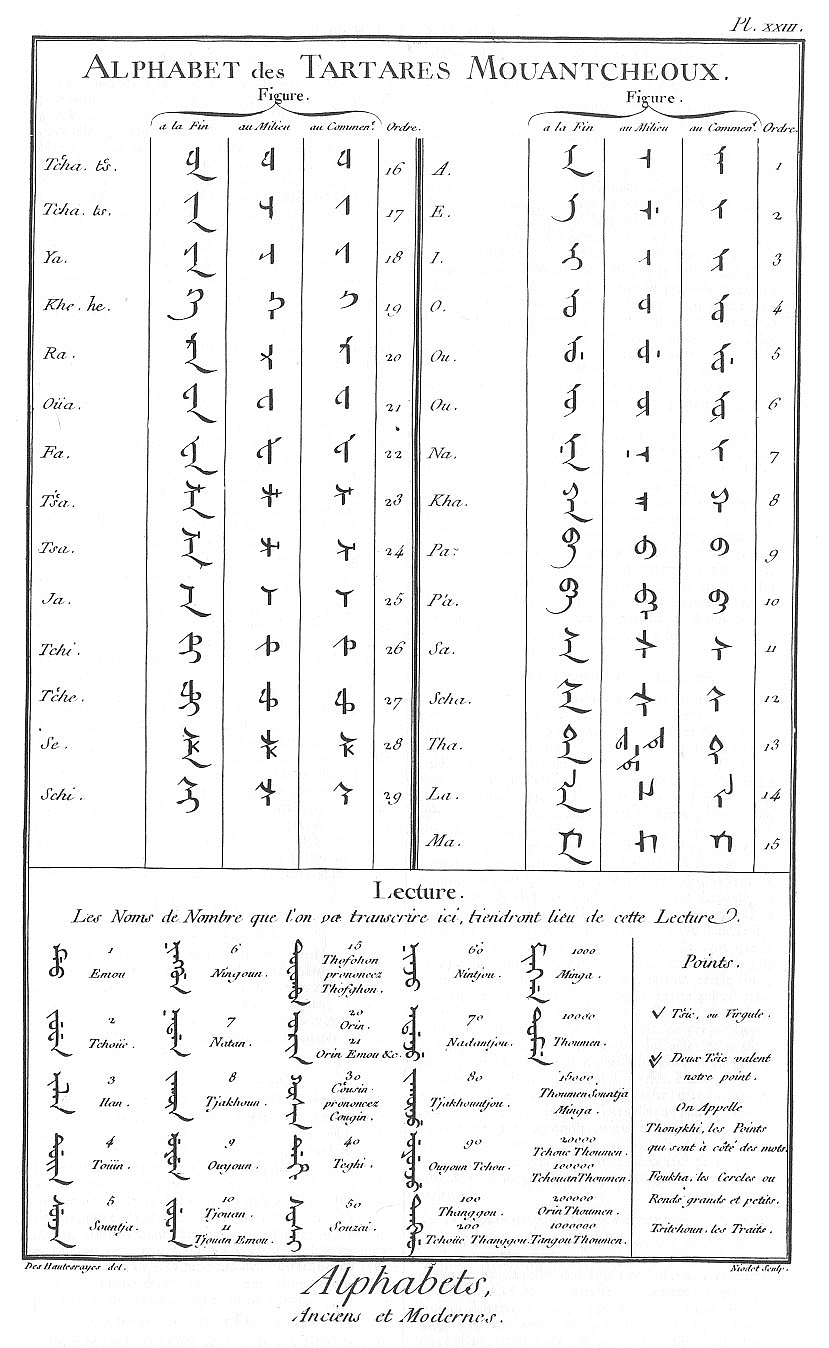
Alphabet mandchou par Michel-Ange-André Le Roux Deshauterayes au XVIIIe siècle.

L'alphabet mandchou (mandchou : ᠮᠠᠨᠵᡠ
ᡥᡝᡵᡤᡝᠨ, translit. Möllendorff : manju hergen, taiqing : manju hergen, Grand dictionnaire : Manzhu hergen) est un alphabet dérivé à partir de 1599 du mongol bitchig, l'écriture traditionnelle mongole, elle-même dérivée de l'alphabet ouïghour, pour les besoins de retranscription phonétique de la langue mandchoue, par le gouvernement chinois mandchou de la Dynastie Qing. Il est basé sur l'écriture mongole traditionnelle.
L'écriture s'effectue traditionnellement de haut en bas, les colonnes ainsi composées sont disposées de gauche à droite.

## Histoire et utilisation
Les Mandchous ne possédèrent pas d'écriture jusqu'au XVIIe siècle ap. J.-C., et par conséquent, pas de livres : un savant mandchou, Takhai, composa, par ordre de l'empereur Huang Taiji, une écriture imitée de celle des Mongols et dont les groupes syllabiques, très nombreux, se réduisent à 24 caractères primitifs, dont 6 voyelles et 18 consonnes. S'y sont ensuite ajoutés une voyelle et quelques autres consonnes pour la transcription des emprunts au mongol et au chinois mandarin.
C'est avec cette écriture que l'on a traduit ou rédigé en mandchou la plupart des livres chinois. Les documents officiels de la dynastie Qing étaient également rédigés dans cette écriture, au côté du chinois et parfois du mongol, du tibétain ou du ouïghour selon les besoins. On retrouve également cette écriture sur les sceaux des monarques et théocrates de l'Empire, au côté d'autres écritures. Enfin de nombreux écriteaux d'édifices impériaux, religieux ou séculaires, des épitaphes et divers autres monuments comportent cette écriture.
L'alphabet est toujours utilisé de nos jours en République populaire de Chine, dans la région de la Mandchourie, mais par très peu de personnes (il est estimé qu'il reste une soixantaine de locuteurs natifs, tous également formés à l'écriture chinoise, les autres lecteurs apprennent cet alphabet pour son intérêt culturel historique).
On en trouve également toujours les traces sur les différents monuments, datant de la dynastie Qing et répandus autour du pays, aux côtés, généralement de l'alphasyllabaire tibétain, de l'alphabet mongol bitchig, de l'alphabet ouïghour et bien évidemment, des hanzi de l'ethnie Han, majoritaire en Chine. Un important nombre d'autres systèmes d'écriture y sont également utilisés (voir Catégorie:Écriture en Chine).

## Lettres mongoles utilisées en mandchou traditionnel
| Lettre mongole | Lettre mongole | Lettre mongole | Lettre mongole | Point de code Unicode | Romanisation et phonétique             | Notes |
| Isolée         | Initiale       | Médiale        | Finale         | Point de code Unicode | Romanisation et phonétique             | Notes |
| -------------- | -------------- | -------------- | -------------- | --------------------- | -------------------------------------- | --- |
| Voyelles       |                |                |                |                       |                                        | |
| ᠠ              | ᠠ‍              | ᠊ᠠ᠊            | ᠊ᠠ             | U+1820                | a [a]                                  | La deuxième forme de la finale (finale féminine) est utilisée après b, p ([p], [pʰ]), k’, g’, h’. |
| ᠠ              | ᠠ‍              | ᠊ᠠ᠊            | ᠊ᠠ᠋             | U+1820                | a [a]                                  | La deuxième forme de la finale (finale féminine) est utilisée après b, p ([p], [pʰ]), k’, g’, h’. |
| ᡝ              | ᡝ᠊             | ᠊ᡝ᠊            | ᠊ᡝ             | U+185D                | e [ə]                                  | Finales féminines (avec point ajouté à droite) après k, g, h, t, d. Finales masculines (sans point ajouté) après k, g, h ([qʰ], [q], [χ]), b, p. |
| ᡝ              | ᡝ᠊             | ᠊ᡝ᠊            | ‍ᡝ᠋               | U+185D                | e [ə]                                  | Finales féminines (avec point ajouté à droite) après k, g, h, t, d. Finales masculines (sans point ajouté) après k, g, h ([qʰ], [q], [χ]), b, p. |
| ᡳ              | ᡳ‍              | ᡳ‍              | ᡳ              | U+1873                | y [ɨ]                                  | La première ligne transcrit le y dans les syllabes c’y/chy et jy/zhy empruntées au chinois. La deuxième ligne est utilisée après d’autres voyelles (dont la transcription du i final dans ioi [y] emprunté au chinois : ᡳᠣᡳ isolé, ᡳᠣᡳ᠊ initial, ᠊ᡳᠣᡳ᠊ médial et ᠊ᡳᠣᡳ final). La troisième ligne est utilisée après k, g, h, b, p. La quatrième ligne est utilisée après dz. |
| ᡳ              | ᡳ‍              | ᡳ᠌‍              | ᡳ              | U+1873                | i [i] / [y]                            | La première ligne transcrit le y dans les syllabes c’y/chy et jy/zhy empruntées au chinois. La deuxième ligne est utilisée après d’autres voyelles (dont la transcription du i final dans ioi [y] emprunté au chinois : ᡳᠣᡳ isolé, ᡳᠣᡳ᠊ initial, ᠊ᡳᠣᡳ᠊ médial et ᠊ᡳᠣᡳ final). La troisième ligne est utilisée après k, g, h, b, p. La quatrième ligne est utilisée après dz. |
| ᡳ              | ᡳ‍              | ᡳ᠍‍              | ᡳ᠋              | U+1873                | i [i]                                  | La première ligne transcrit le y dans les syllabes c’y/chy et jy/zhy empruntées au chinois. La deuxième ligne est utilisée après d’autres voyelles (dont la transcription du i final dans ioi [y] emprunté au chinois : ᡳᠣᡳ isolé, ᡳᠣᡳ᠊ initial, ᠊ᡳᠣᡳ᠊ médial et ᠊ᡳᠣᡳ final). La troisième ligne est utilisée après k, g, h, b, p. La quatrième ligne est utilisée après dz. |
| ᡳ              | ᡳ‍              | ᡳ᠍‍              | ᡳ᠌              | U+1873                | i [i]                                  | La première ligne transcrit le y dans les syllabes c’y/chy et jy/zhy empruntées au chinois. La deuxième ligne est utilisée après d’autres voyelles (dont la transcription du i final dans ioi [y] emprunté au chinois : ᡳᠣᡳ isolé, ᡳᠣᡳ᠊ initial, ᠊ᡳᠣᡳ᠊ médial et ᠊ᡳᠣᡳ final). La troisième ligne est utilisée après k, g, h, b, p. La quatrième ligne est utilisée après dz. |
| ᠣ              | ᠣ᠊             | ᠊ᠣ᠊            | ᠊ᠣ             | U+1823                | o [ɔ]                                  | La deuxième ligne est utilisée dans les mots monosyllabiques après b, p, k’, g’, h’ et les consonnes avec o. |
| ᠣ              | ᠣ᠊             | ᠊ᠣ᠊            | ᠊ᠣ᠋             | U+1823                | o [ɔ]                                  | La deuxième ligne est utilisée dans les mots monosyllabiques après b, p, k’, g’, h’ et les consonnes avec o. |
| ᡠ              | ᡠ᠊             | ᠊ᡠ᠊            | ᠊ᡠ             | U+1860                | u [u]                                  | Sans point ajouté après k, g, h, t, d. La deuxième ligne est utilisée après b, p, k, g, h et dans les mots monosyllabiques. |
| ᡠ              | ᡠ᠊             | ᠊ᡠ᠊            | ??             | U+1860                | u [u]                                  | Sans point ajouté après k, g, h, t, d. La deuxième ligne est utilisée après b, p, k, g, h et dans les mots monosyllabiques. |
| ᡡ              | ᡡ᠊             | ᠊ᡡ᠊            | ᠊ᡡ             | U+1861                | ū / uu / v [ʊ]                         | |
| (᠊ᡟ)           |                | ᠊ᡟ᠊            | ᠊ᡟ             | U+185F                | y / i’ [ɿ]                             | Cette lettre n’apparaît qu’en milieu ou fin de syllabe et n’a donc pas de forme initiale (la forme affichée comme isolée est en fait la forme médiale). Lettre utilisée uniquement dans les syllabes tsi et sy (pinyin chinois : ci et si), désignant la voyelle apicale /ɿ/. La romanisation murinde orthographie ts’ avec y comme tsi. |
| Consonnes      |                |                |                |                       |                                        | |
| ᠨ              | ᠨ‍              | ‍ᠨ᠋‍               | ‍ ᠊ᠨ᠋             | U+1828                | n [n]                                  | Sans point ajouté en fin de syllabe (sauf pour la forme isolée de en et le mot han pour Khan). |
| ᠨ              | ᠨ‍              | ‍ᠨ‍               | ‍ ᠊ᠨ᠋             | U+1828                | n [n]                                  | Sans point ajouté en fin de syllabe (sauf pour la forme isolée de en et le mot han pour Khan). |
| (ᠩ)            |                | ‍ᠩ‍               | ‍ᠩ               | U+1829                | ng [ŋ]                                 | Cette lettre n’apparait qu’en milieu ou fin de syllabe et n’a donc pas de forme initiale (la forme affichée comme isolée est en fait la forme médiale). |
| (ᡴ)            | ᡴ‍              | ‍ᡴ‍               |                | U+1874                | k [qʰ]                                 | La première ligne est utilisée avant a, o, ū et la troisième ligne est utilisée avant e, i, u, ou pour transcrire ū dans des mots individuels bukūn, kūke, nehū qui peuvent ne pas toujours être correctement encodés en Unicode. Cependant la deuxième ligne devrait être utilisée à la fin d’une syllabe précédant une voyelle a, i, o, u et la troisième ligne devrait être utilisée à la fin d'une syllabe précédant une voyelle e, ū. Il y a quelques exceptions à cette règle : la deuxième ligne reste utilisée pour le k final dans la syllabe tek et la troisième ligne est utilisée pour le k final [kʰ] dans les syllabes kuk, guk, huk, k’ak, g’ak, h’ak. |
| (ᡴ)            |                | ‍ᡴ᠋‍               | ‍ᡴ               | U+1874                | k [qʰ]                                 | La première ligne est utilisée avant a, o, ū et la troisième ligne est utilisée avant e, i, u, ou pour transcrire ū dans des mots individuels bukūn, kūke, nehū qui peuvent ne pas toujours être correctement encodés en Unicode. Cependant la deuxième ligne devrait être utilisée à la fin d’une syllabe précédant une voyelle a, i, o, u et la troisième ligne devrait être utilisée à la fin d'une syllabe précédant une voyelle e, ū. Il y a quelques exceptions à cette règle : la deuxième ligne reste utilisée pour le k final dans la syllabe tek et la troisième ligne est utilisée pour le k final [kʰ] dans les syllabes kuk, guk, huk, k’ak, g’ak, h’ak. |
| (ᡴ)            | (‍ᡴ᠌‍)              | ‍ᡴ᠌‍               | ‍ᡴ᠋               | U+1874                | k [kʰ]                                 | La première ligne est utilisée avant a, o, ū et la troisième ligne est utilisée avant e, i, u, ou pour transcrire ū dans des mots individuels bukūn, kūke, nehū qui peuvent ne pas toujours être correctement encodés en Unicode. Cependant la deuxième ligne devrait être utilisée à la fin d’une syllabe précédant une voyelle a, i, o, u et la troisième ligne devrait être utilisée à la fin d'une syllabe précédant une voyelle e, ū. Il y a quelques exceptions à cette règle : la deuxième ligne reste utilisée pour le k final dans la syllabe tek et la troisième ligne est utilisée pour le k final [kʰ] dans les syllabes kuk, guk, huk, k’ak, g’ak, h’ak. |
| ᡤ              | (ᡴ‍)             | (‍ᡴ‍)              |                | U+1864                | g [q]                                  | Cette lettre n’est pas utilisée en position finale. La première ligne est utilisée avec la forme masculine (sans point ajouté) du g [q] initial ou médial avant a, o, ū (elle utilise en fait le même signe que la lettre k). La deuxième ligne est utilisée avec la forme féminine (avec un point ajouté à droite) pour transcrire le g [k] initial ou médial avant e, i, u. |
| ᡤ              | ᡤ‍              | ‍ᡤ‍               | g [k]          | U+1864                |                                        | Cette lettre n’est pas utilisée en position finale. La première ligne est utilisée avec la forme masculine (sans point ajouté) du g [q] initial ou médial avant a, o, ū (elle utilise en fait le même signe que la lettre k). La deuxième ligne est utilisée avec la forme féminine (avec un point ajouté à droite) pour transcrire le g [k] initial ou médial avant e, i, u. |
| ᡥ              | (ᡴ‍)             | (‍ᡴ‍)              |                | U+1865                | h [χ]                                  | Cette lettre n’est pas utilisée en position finale. La première ligne est utilisée avec la forme masculine (sans petit cercle attaché) du h [χ] initial ou médial avant a, o, ū (elle utilise en fait le même signe que la lettre k). La deuxième ligne est utilisée avec la forme féminine (avec un petit cercle attaché à droite du g [k]) pour transcrire le h [x] initial ou médial avant e, i, u. |
| ᡥ              | ᡥ‍              | ‍ᡥ‍               | h [x]          | U+1865                |                                        | Cette lettre n’est pas utilisée en position finale. La première ligne est utilisée avec la forme masculine (sans petit cercle attaché) du h [χ] initial ou médial avant a, o, ū (elle utilise en fait le même signe que la lettre k). La deuxième ligne est utilisée avec la forme féminine (avec un petit cercle attaché à droite du g [k]) pour transcrire le h [x] initial ou médial avant e, i, u. |
| ᠪ              | ᠪ‍              | ‍ᠪ‍               | ‍ᠪ               | U+182A                | b [b]                                  | |
| ᡦ              | ᡦ‍              | ‍ᡦ‍               |                | U+1866                | p [pʰ]                                 | Cette lettre n’est pas utilisée en position finale. |
| ᠰ              | ᠰ‍              | ‍ᠰ‍               | ‍ᠰ               | U+1830                | s [s] ([ɕ] avant [i])                  | |
| ᡧ              | ᡧ‍              | ‍ᡧ‍               | ‍ᡧ               | U+1867                | š / sh [ʃ] ([ɕ] avant [i])             | |
| ᡨ              | ᡨ᠋‍              | ‍ᡨ᠋‍               |                | U+1868                | t [tʰ]                                 | La première ligne est utilisée avant a, i, o. La deuxième ligne est utilisée avant e, u, ū. La troisième ligne est utilisée à la fin d’une syllabe. |
| ᡨ              | ᡨ‍              | ‍ᡨ‍               |                | U+1868                | t [tʰ]                                 | La première ligne est utilisée avant a, i, o. La deuxième ligne est utilisée avant e, u, ū. La troisième ligne est utilisée à la fin d’une syllabe. |
| ᡨ              |                | ‍ᡨ᠌‍               | ‍ᡨ               | U+1868                | t [tʰ]                                 | La première ligne est utilisée avant a, i, o. La deuxième ligne est utilisée avant e, u, ū. La troisième ligne est utilisée à la fin d’une syllabe. |
| ᡩ              | ᡩ‍              | ‍ᡩ‍               |                | U+1869                | d [t]                                  | Cette lettre n’est pas utilisée en position finale. La première ligne est utilisée avant a, i, o. La deuxième ligne est utilisée avant e, u. |
| ᡩ              | ᡩ᠋‍              | ‍ᡩ᠋‍               |                | U+1869                | d [t]                                  | Cette lettre n’est pas utilisée en position finale. La première ligne est utilisée avant a, i, o. La deuxième ligne est utilisée avant e, u. |
| ᠯ              | ᠯ‍              | ‍ᠯ‍               | ‍ᠯ               | U+182F                | l [l]                                  | Les formes initiales et finales existent habituellement pour les emprunts à d’autres langues. |
| ᠮ              | ᠮ‍              | ‍ᠮ‍               | ‍ᠮ               | U+182E                | m [m]                                  | |
| ᠴ              | ᠴ‍              | ‍ᠴ‍               |                | U+1834                | c / ch / č / q [t͡ʃʰ] ([t͡ɕʰ] avant [i]) | Cette lettre n’est pas utilisée en position finale. |
| ᠵ              | ᠵ‍              | ‍ᠵ‍               |                | U+1835                | j / zh / ž [t͡ʃ] ([t͡ɕ] avant [i])       | Cette lettre n’est pas utilisée en position finale. |
| ᠶ              | ᠶ‍              | ‍ᠶ‍               |                | U+1836                | y [j]                                  | Cette lettre n’est pas utilisée en position finale. |
| ᡵ              | ᡵ‍              | ‍ᡵ‍               | ‍ᡵ               | U+1875                | r [j]                                  | La forme initiale n’existent habituellement que pour les emprunts à d’autres langues. |
| ᡶ              | ᡶ‍              | ‍ᡶ‍               |                | U+1876                | f [f]                                  | Cette lettre n’est pas utilisée en position finale. La première ligne est utilisée pour les formes initiales et médiales avant a, e. La deuxième ligne est utilisée pour les formes initiales et médiales avant i, o, u, ū. |
| ᡶ              | ᡶ᠋‍              | ‍ᡶ᠋‍               |                | U+1876                | f [f]                                  | Cette lettre n’est pas utilisée en position finale. La première ligne est utilisée pour les formes initiales et médiales avant a, e. La deuxième ligne est utilisée pour les formes initiales et médiales avant i, o, u, ū. |
| ᠸ              | ᠸ‍              | ‍ᠸ‍               |                | U+1838                | v / (w) [w], [v-]                      | Cette lettre n’est pas utilisée en position finale. Apparaît uniquement avant a, e. |
| ᠺ              | ᠺ‍              | ‍ᠺ‍               |                | U+183A                | k’ / k῾ / kk [kʰ]                      | Cette lettre n’est pas utilisée en position finale. N’apparaît que les emprunts au chinois mandarin (pinyin chinois : k) avant a, o. |
| ᡬ              | ᡬ‍              | ‍ᡬ‍               |                | U+186C                | g’ / ǵ / gg [k]                        | Cette lettre n’est pas utilisée en position finale. N’apparaît que les emprunts au chinois mandarin (pinyin chinois : g) avant a, o. |
| ᡭ              | ᡭ‍              | ‍ᡭ‍               |                | U+186D                | h’ / h́ / hh [x]                        | Cette lettre n’est pas utilisée en position finale. N’apparaît que les emprunts au chinois mandarin (pinyin chinois : h) avant a, o. |
| ᡮ              | ᡮ‍              | ‍ᡮ‍               |                | U+186E                | ts’ / ts῾ / c [tsʰ]                    | Cette lettre n’est pas utilisée en position finale. N’apparaît que les emprunts au chinois mandarin (pinyin chinois : c). |
| ᡯ              | ᡯ‍              | ‍ᡯ‍               |                | U+186F                | dz / z [t͡s]                            | Cette lettre n’est pas utilisée en position finale. N’apparaît que les emprunts au chinois mandarin (pinyin chinois : z). |
| ᡰ              | ᡰ‍              | ‍ᡰ‍               |                | U+1870                | ž / r’ / rr [ʐ]                        | Cette lettre n’est pas utilisée en position finale. N’apparaît que les emprunts au chinois mandarin (pinyin chinois : r). |
| ᡱ              | ᡱ‍              | ‍ᡱ‍               |                | U+1871                | c’ / c῾ / ch [tʂʰ]                     | Cette lettre n’est pas utilisée en position finale. N’apparaît que les emprunts au chinois mandarin (pinyin chinois : ch, ou c' dans c'y [tʂʰɨ]). |
| ᡷ              | ᡷ‍              | ‍ᡷ‍               |                | U+1877                | j / j̊ / j’ / zh [tʂ]                   | Cette lettre n’est pas utilisée en position finale. N’apparaît que les emprunts au chinois mandarin (pinyin chinois : zh, ou j’ dans j’y [tʂɨ]). |

## Galerie

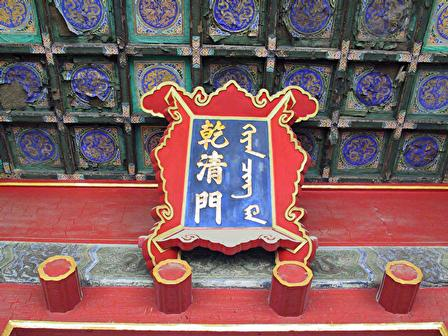
Écriteau inscrit en chinois et mandchou, à la Cité interdite de Pékin.
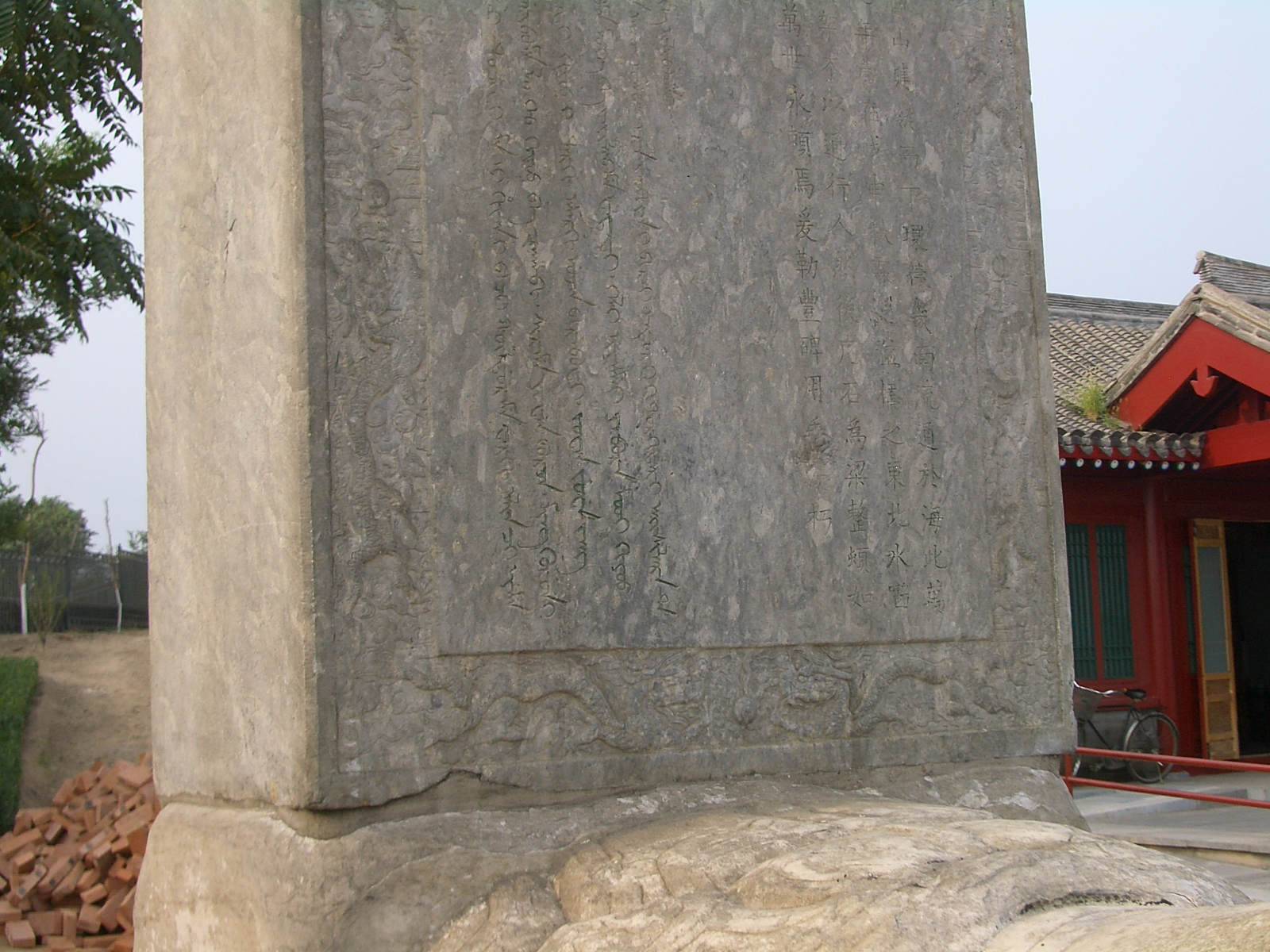
Fragment de stèle gravée en mandchou et chinois, en l’honneur d’une reconstruction entreprise par l’empereur Kangxi.
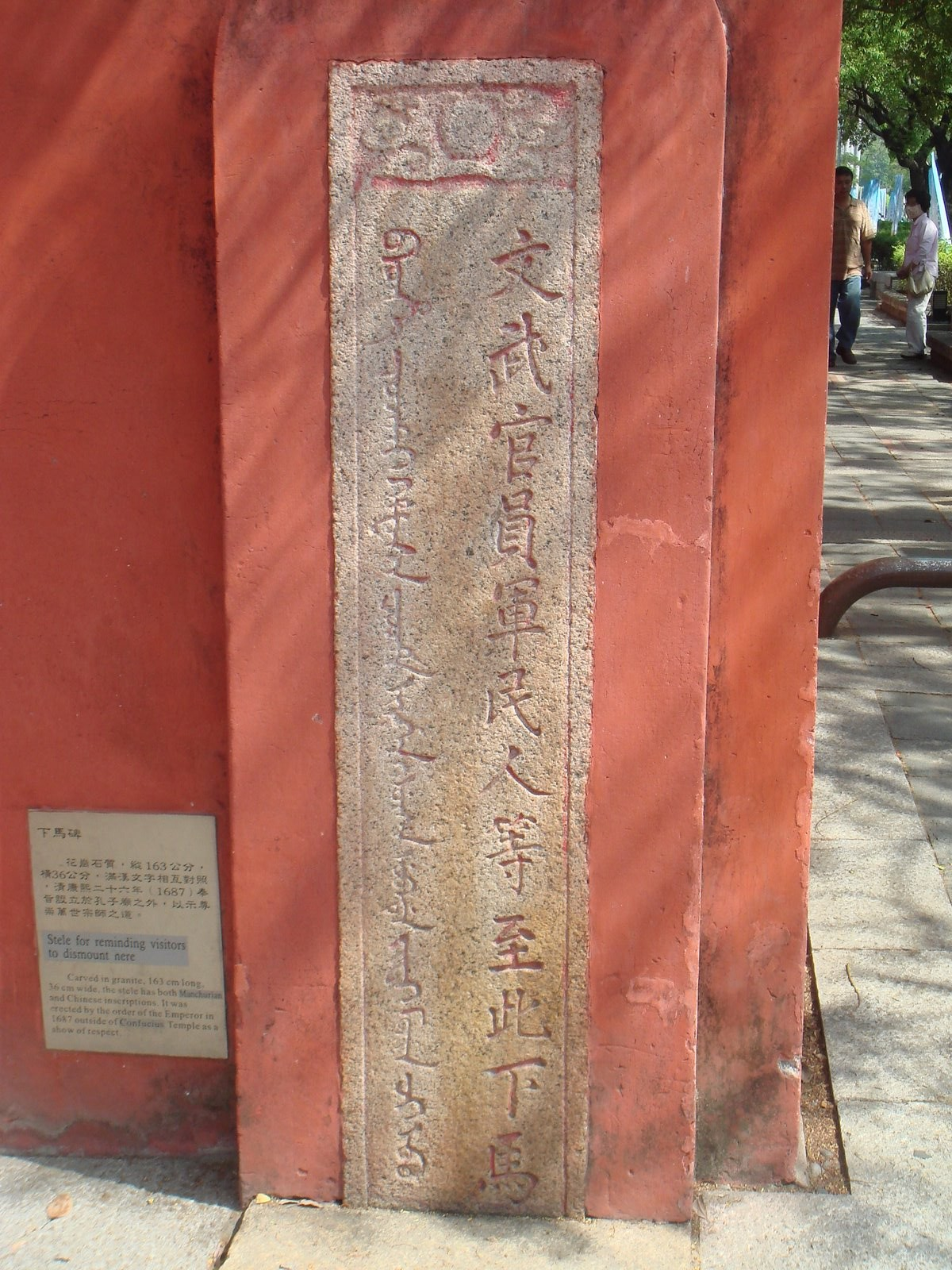
Inscription gravée en manchou et chinois, au temple taoïste de Tainan, sur l'île de Taïwan.
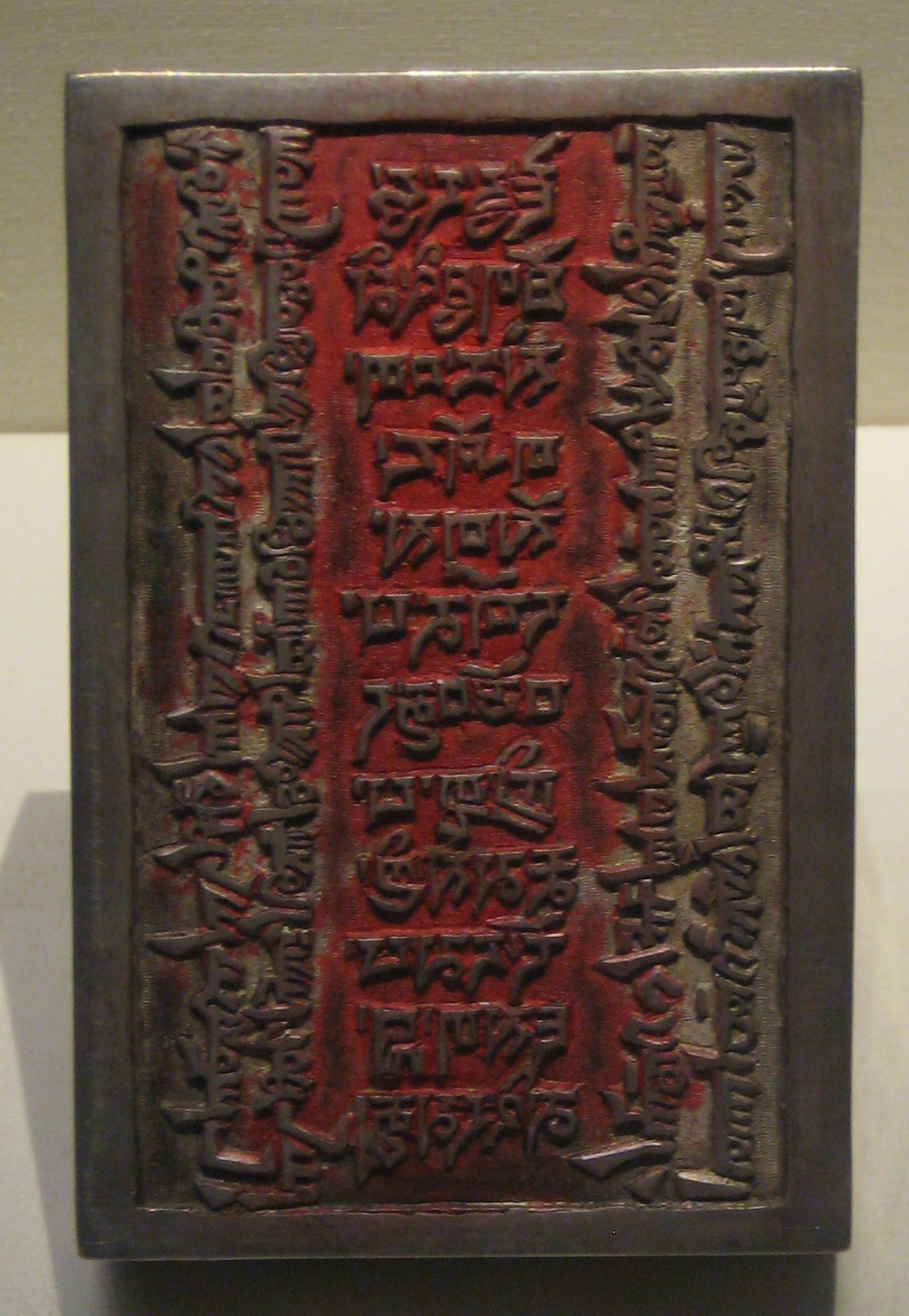
Sceau de Jedruong Hutuktu (tibétain : [རྗེ་དྲུང་ཧུ་ཐོག་ཐུ་]), serviteur du dalaï-lama et du panchen-lama, gravé en mongol, tibétain et mandchou.
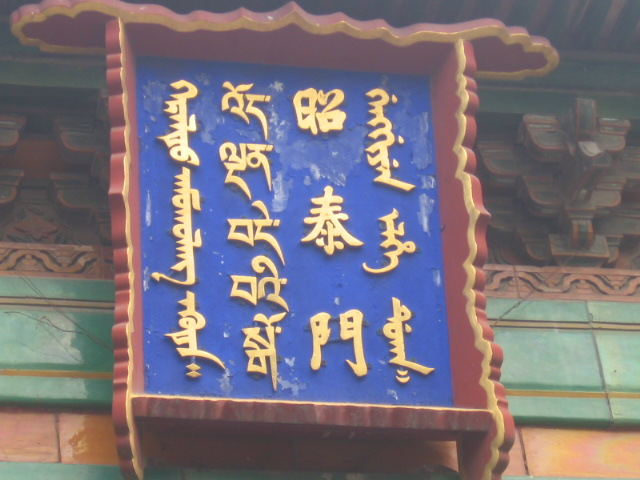
Écriteau de la lamaserie de Yonghe (bouddhisme tibétain) de Pékin, inscrit en mongol, tibétain, chinois et mandchou.